# Awrom Rajzen

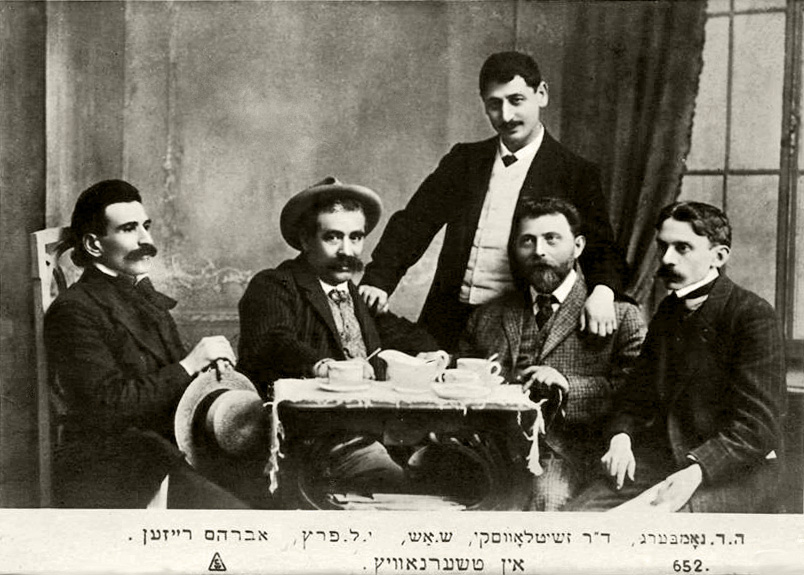
Awrom Rajzen (pierwszy z lewej) wśród uczestników konferencji w Czerniowcach (1908)

Awrom Rajzen (Abraham Reyzen; ur. 1876 w Kojdanowie, zm. 1953 w Nowym Jorku) – pisarz, poeta, dramaturg i redaktor tworzący w języku jidysz. Syn Krejny z Epsztajnów i Kalmana Rajzena, maskila (przedstawiciela żydowskiego oświecenia – Haskali), poety języków hebrajskiego i jidysz. Brat pisarki i tłumaczki Sore (Sary) Rajzen oraz uznanego filologa języka jidysz i historyka literatury Zalmana Rajzena.

## Życiorys i twórczość
Awrom urodził się w Kojdanowie (obecnie Dzierżyńsk), we wschodniej Białorusi, w niezamożnej i religijnej, ale postępowej rodzinie. Tam kształcił się początkowo w chederze. Później jego edukacją zajął się stryj Herszel. Skupiał się przede wszystkim na naukach talmudycznych oraz językach: hebrajskim, jidysz, polskim i niemieckim. Za namową swojego ojca oraz pisarza Jaknehoza, już w wieku 13 lub 14 lat, Rajzen wysyłał artykuły swojego autorstwa do gazety Dos Judiszes folks-blat w Sankt Petersburgu. Na jego literacką karierę duży wpływ mieli Szolem Alejchem, Jankew Dinezon oraz Icchok Lejb Perec, który opublikował wiersz Awroma Wen dos lebn is farbitert (Gdy życie staje się gorzkie) w pierwszym tomie swojej antologii „Di judisze bibliotek”. Pierwsze opowiadanie pisarza, A kapore der noz abi a goldener zejger mit 300 rubl nadn, ukazało się w 1892 roku w Wilnie.
Twórczość Rajzena często zaangażowana była politycznie i przedstawiała ideę socjalizmu, unikał on jednak propagandy. Pod pseudonimem M.Vilner publikował na przełomie XIX i XX wieku dla partii Bund. W Warszawie, gdzie mieszkał we wspomnianym okresie, wydał własną antologię poezji Dos cwancikste jorhundert („Wiek dwudziesty”), do której włączone zostały m.in. teksty Pereca. Był jednym z pierwszych poetów jidysz czerpiących inspirację z pieśni ludowych.
Awrom Rajzen był również założycielem domu wydawniczego Central w Warszawie (1902 r.), gdzie opublikował tom swoich wierszy Cajt Lider i pierwszy zbiór opowiadań Ertsejlungen un bilder. Od 1910 roku pisarz redagował tygodnik literacki Europejisze literatur (Europejska literatura), w którym publikowano tłumaczenia literatury zagranicznej, a później również dzieła pisarzy jidysz. Magazyn liczył łącznie 39 numerów. Rok później opublikował Fraje erd, podobny zbiór tłumaczeń. Należy wspomnieć, że sam Rajzen przełożył na jidysz wiele dzieł hebrajskich i rosyjskich. W 1908 i 1909 roku wydał dwutomowy zbiór Kunst un lebn (Sztuka i życie). Publikował też regularnie w dwóch sankt-petersburskich gazetach - Der frajnd i Der to.
W 1908 roku opublikował dwa podręczniki do języka jidysz. Jednym z nich była napisana razem z bratem Jidisze gramatik (Gramatyka jidysz), na której Zalman opierał się później, tworząc własną Gramatik fun der jidisher szprach (Gramatykę języka jidysz). W tym samym roku w Czerniowcach, pisarz był jednym z najważniejszych uczestników konferencji fundacyjnej jidyszyzmu, prądu uznającego jidysz za najważniejszy język żydowski. W 1911 roku Rajzen przeprowadził się do Nowego Jorku. Nie przerwał tam swojej działalności literackiej i wciąż pisywał regularnie do gazet, od 1929 roku tylko do Forverts, gdzie publikował jedno opowiadanie tygodniowo. Większość jego dzieł, w 12 tomach, została wydana właśnie w Nowym Jorku. Tam też opublikował swoją autobiografię Epizodn fun Majn Lebn (Epizody z mojego życia), która po dziś dzień jest ważnym źródłem w badaniach nad nowoczesną literaturą jidysz. 
Awrom Rajzen był jednym z pionierów krótkiej formy prozatorskiej w języku jidysz. Opisywał w swojej twórczości życie zwykłych, prostych Żydów. Wiele uwagi poświęcał cierpieniom społeczności żydowskiej, a także nierówności społecznej. Z realizmem przedstawiał życie ludzi biednych, uciekając jednocześnie od dydaktyzmu swoich poprzedników i posługując się ironią.  Tworzone przez niego postaci, mimo zwięzłości tekstu, cechowała rozwinięta psychologia. Do części z jego utworów skomponowano muzykę, czyniąc je tym samym ważną częścią kultury ludowej jidysz. Twórczość Rajzena przekładano na wiele języków, między innymi: hebrajski, duński, węgierski i niemiecki. 

Awrom Rajzen zmarł w maju 1953 roku w Nowym Jorku. Po jego śmierci napisano o nim w gazecie The Jewish Spectator:
„Wielu pisarzy jidysz zawdzięcza sukces wsparciu Rajzena. Przez wiele lat z poświęceniem redagował i wydawał gazety w jidysz, żeby zapewnić medium młodym, walczącym o uznanie pisarzom. Nie było w nim żadnej arogancji, żadnego nadęcia, żadnej próżności.”